# 고래 은하

고래 은하(Whale Galaxy, NGC 4631)는 사냥개자리에 있는 불규칙 은하이다. 길쭉한 은하이며, 유명한 NGC 55와 견줄 만한 은하이다. 이 은하는 은하 중심 위에 있는 작은 은하(NGC 4627)와 여기에 보이지는 않지만 또 다른 은하 (NGC 4656)와의 중력 작용에 의해, 원반의 형태가 완전한 평면이 아니고 양방향으로 뒤틀려 있음을 볼 수 있다.
은하 내부의 서로 다른 색들은 별들의 다른 진화 상태를 나타낸다. 원반 전체에 걸쳐 있는 파란 빛은 최근 형성된 매우 뜨거운 젊은 별들의 집단이고, 자주색 빛 지역은 별 탄생지역임을 알 수 있다. 또한 원반에 보이는 검은 필라멘트 구조는 먼지 구름에 의해 뒤쪽에서 오는 별빛이 흡수되고 적색화되었기 때문이다.

## 폭발적 항성 생성

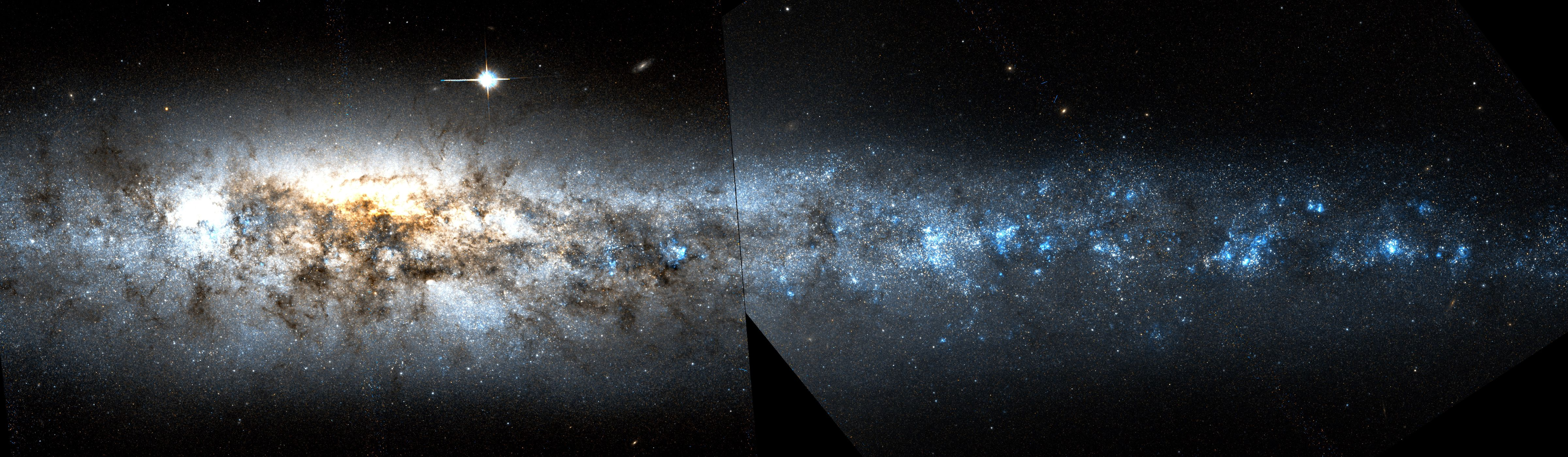
허블 우주 망원경에서 찍은 두 개의 부분을 합한 사진

고래 은하는 폭발적 항성생성 은하이며, 별과 성운으로 형성되었다. 이 은하를 수소 이온(원자)와 별이 폭발적 항성생성 은하로 되게 하였다. 수소는 별이 빛을 내는 데 사용되는 주된 연료이기 때문에 수소 원자(이온)이 많으면 별도 많이 태어나는 것이다. 이것은 베이비 붐 은하도 마찬가지로 적용된다. 이 은하는 오랜 시간 동안 질량이 큰 별이 많이 있었다. 그래서 오래전에는 많은 초신성이 폭발하였다. 그래서 많은 초신성이 폭발한 것은 NGC 4631 안에 있는 질량이 큰 별 때문에 그런 것이다. 이 은하는 '강한 바람'이라 불리는 엑스선이 많이 방출되며, 그래서 이 은하를 분광기로 보면 엑스선 선 스펙트럼이 나타난다.

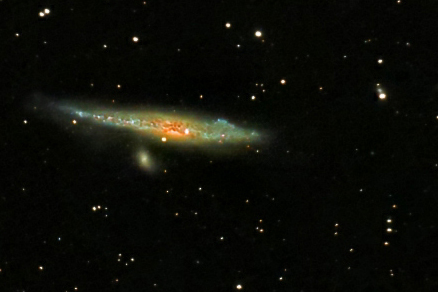
고래 은하.

## 고래 은하 은하단
고래 은하 가까이 위쪽에 타원 은하 NGC 4627이 있다. NGC 4627과 고래 은하(NGC 4631)은 "이중 은하"로 불리며 특이 은하 목록에 올라와 있다. 상호작용은하 NGC 4627과 고래 은하, 그리고 NGC 4656과 NGC 4657이 고래 은하 은하단의 시초이며, 그 뒤 오랜 세월 동안 많은 은하가 이 은하단에 들어가서 현재 5 ~ 27 개의 은하가 모여 있다. 고래 은하 은하단은 다른 말로 고래 은하 은하군이라고 하며, 보데 은하(M81) 은하군에 속하여 있는 은하군(은하단)이다.

## 같이 보기
| - NGC 891 - NGC 4627 - NGC 4565 | - NGC 5907 - NGC 4656 - NGC 4631 은하군 |